# Jever
Jever település Németországban, azon belül Alsó-Szászország tartományban. Lakosainak száma 14 913 fő (2023. december 31.). Jever Schortens és Wangerland községekkel határos.

## Fekvése
Wilhelmshaventől északnyugatra fekvő település.

## Leírása
Jever Alsó-Szászország legrégibb települései közé tartozik, melynek már a 10. században saját éremverő műhelye volt.
Mezőgazdasági település, ennek ellenére mégis jelentős idegenforgalmat bonyolít le a tenger közelségének köszönhetően.
A városka szépen díszített kapubejáratain kívül érdemes meglátogatni a Jeveri-kastélyt (Schloss Jever). A 16. századi eredetű vár fokozatosan barokk jellegű kastéllyá épült át, melynek szép fogadóterme (Audienzsaal) van 1560-1564 között készült kazettás mennyezettel.

## Galéria

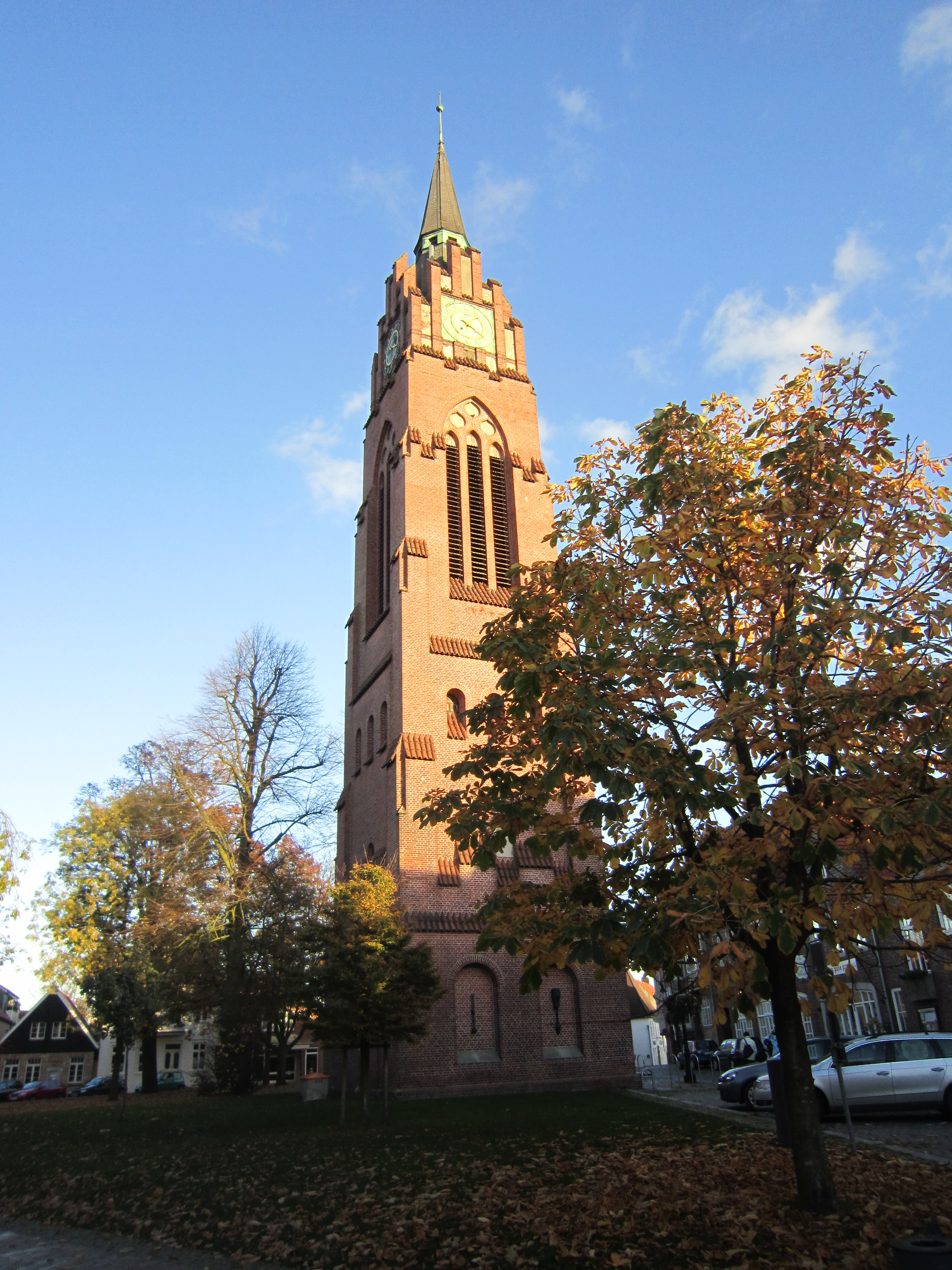
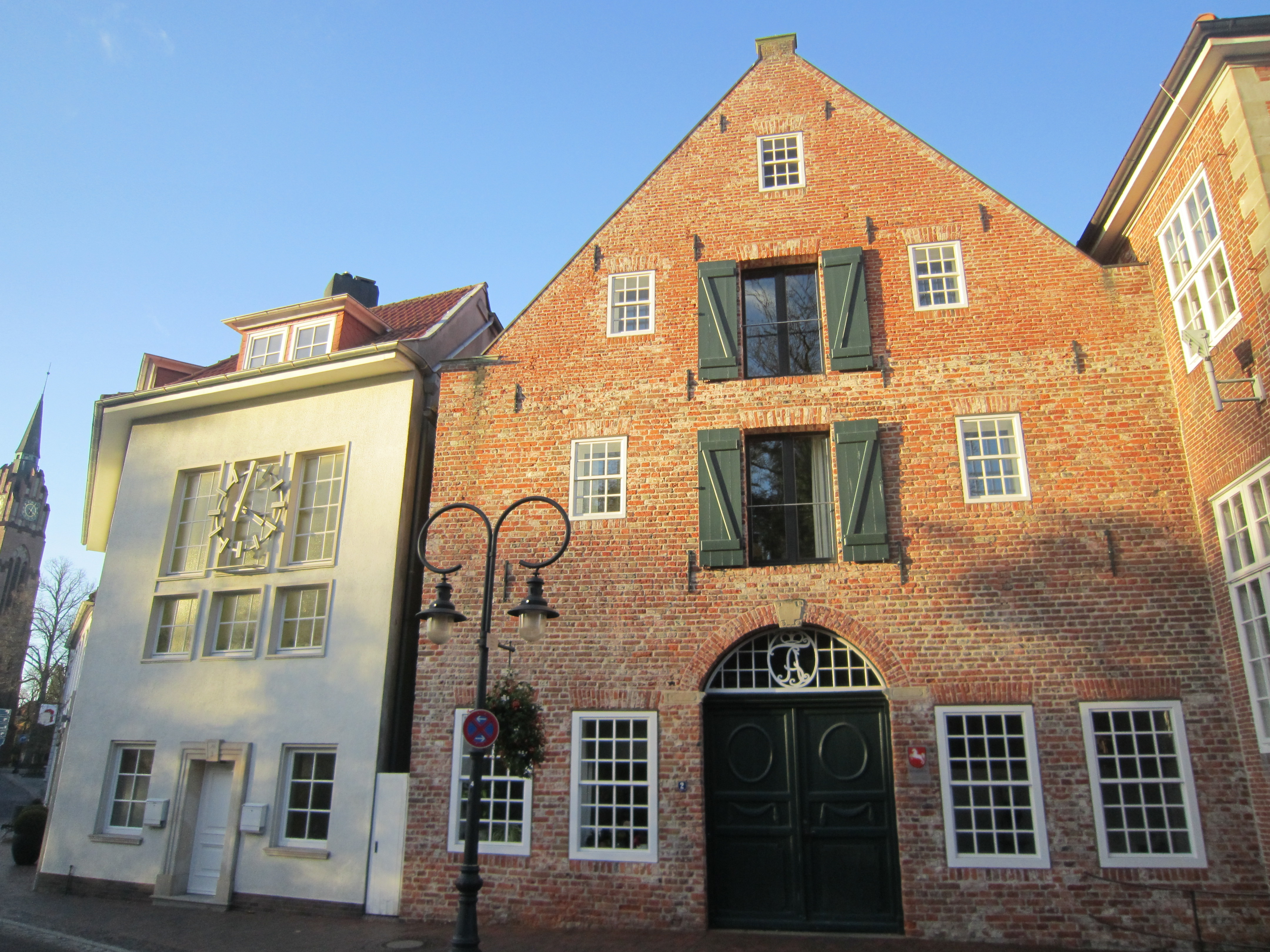
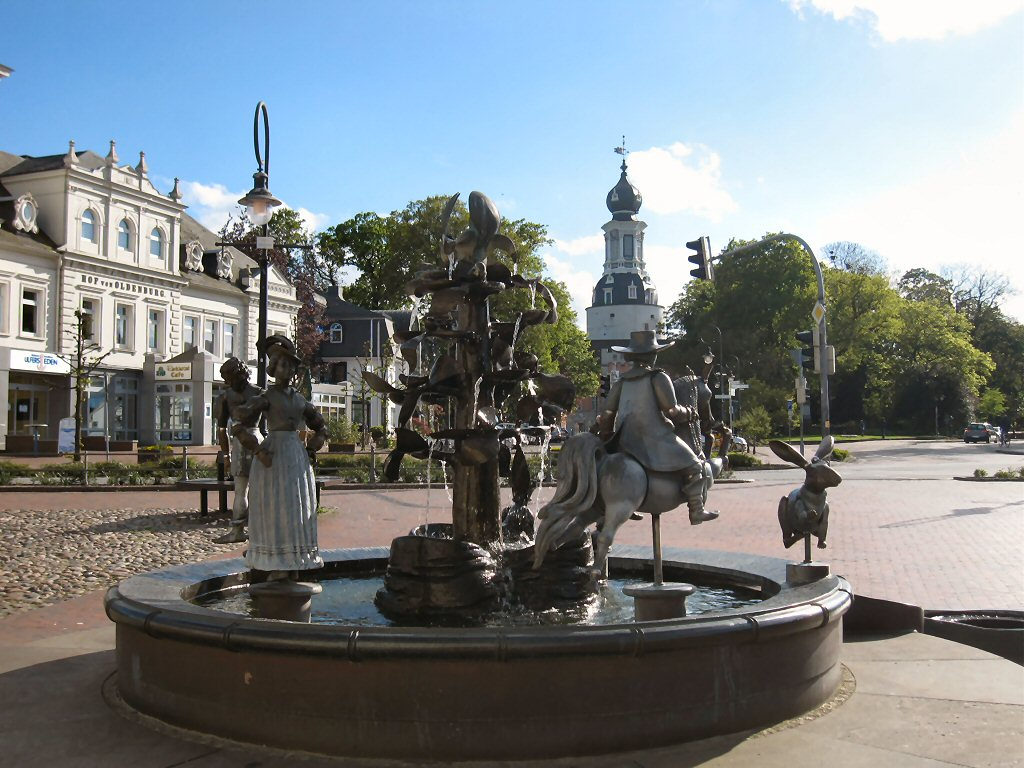
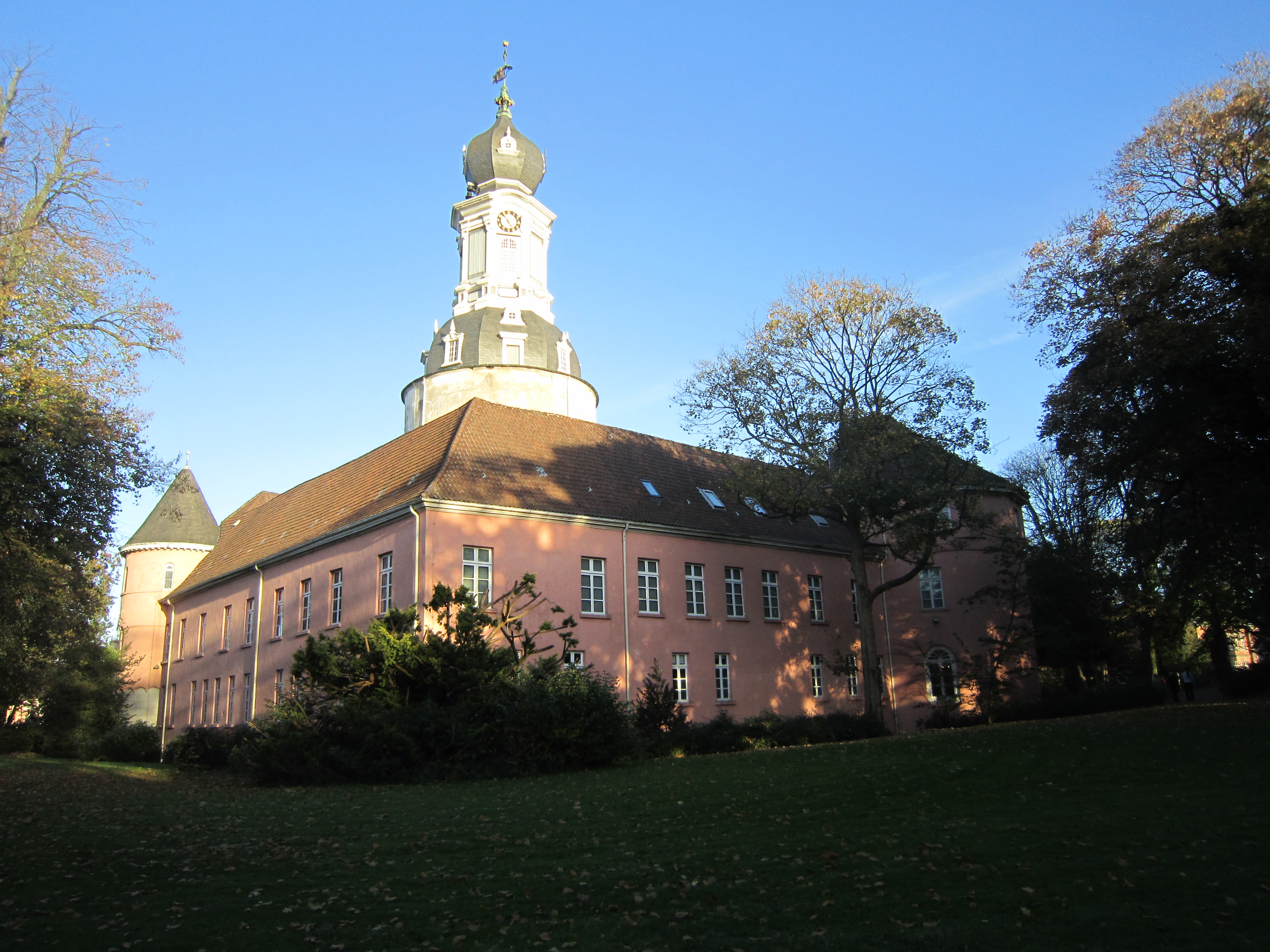
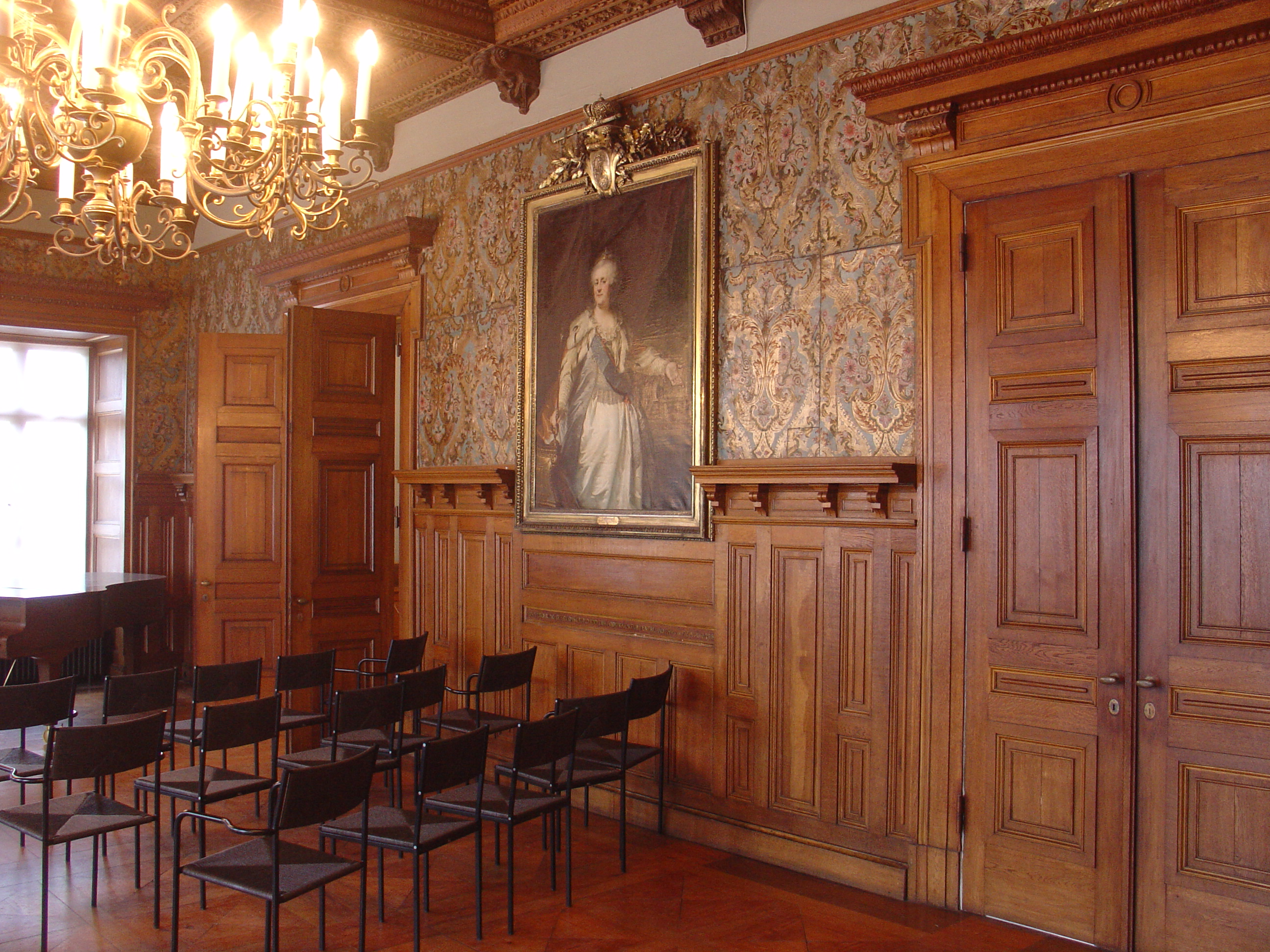
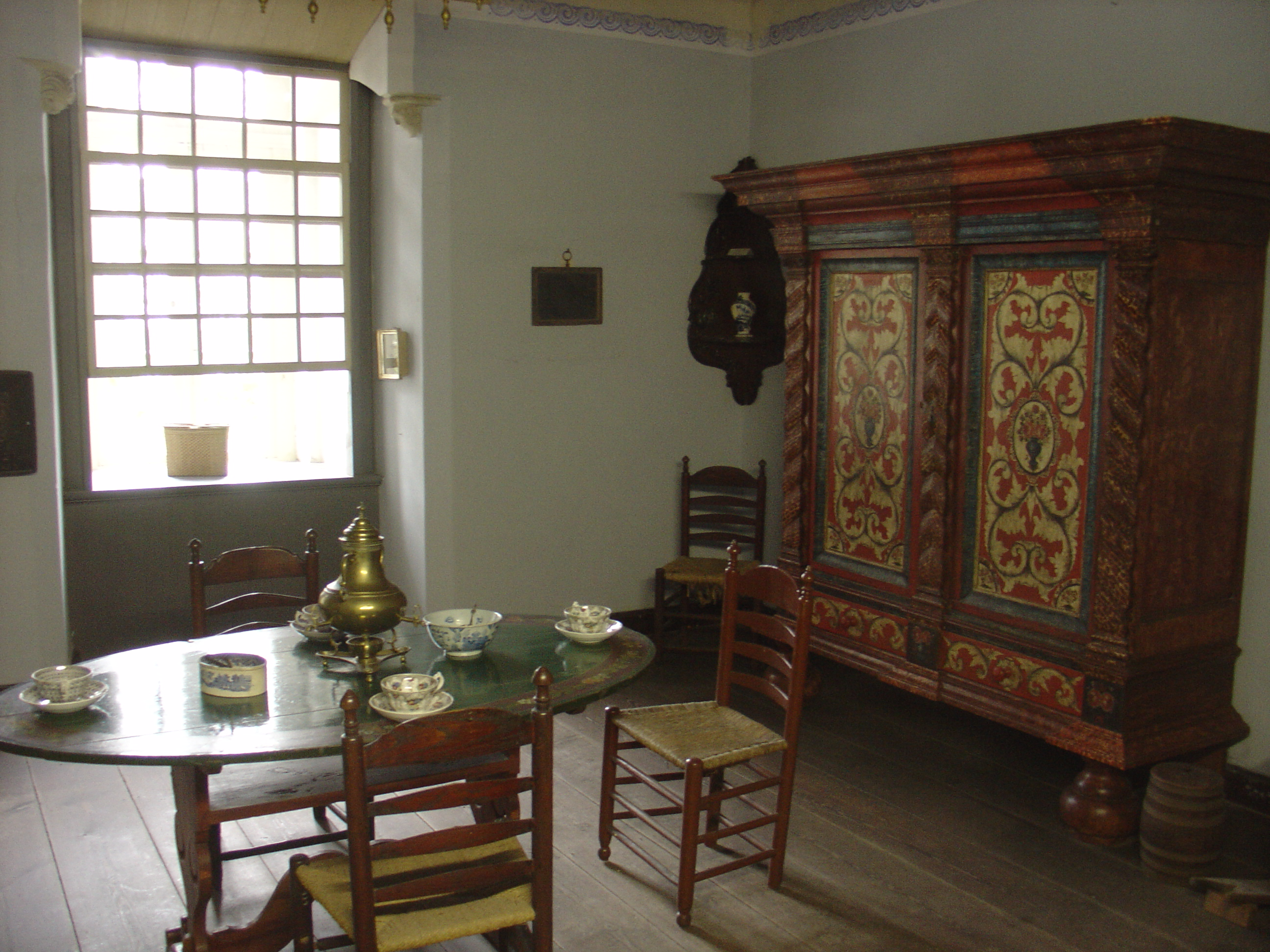
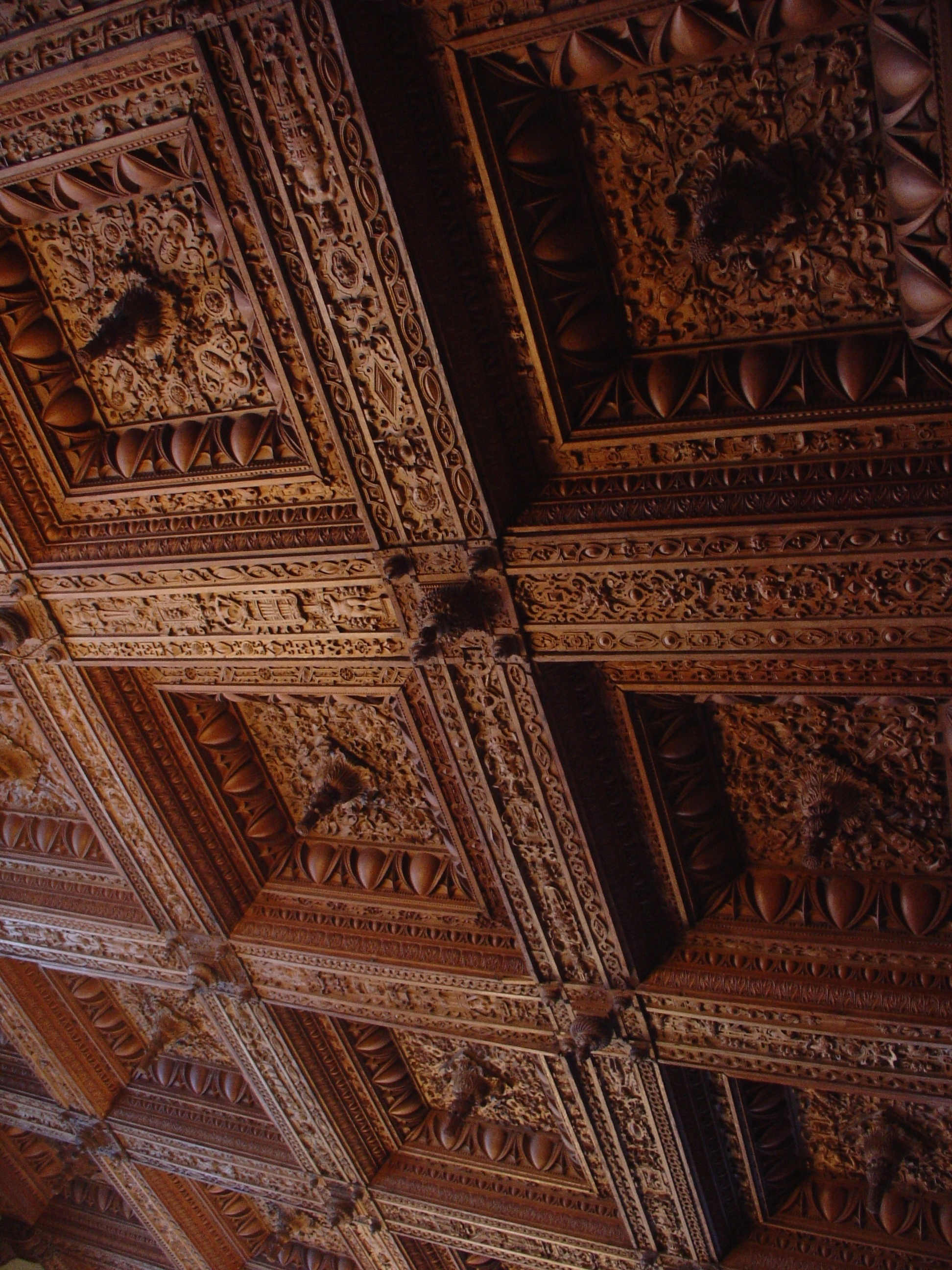
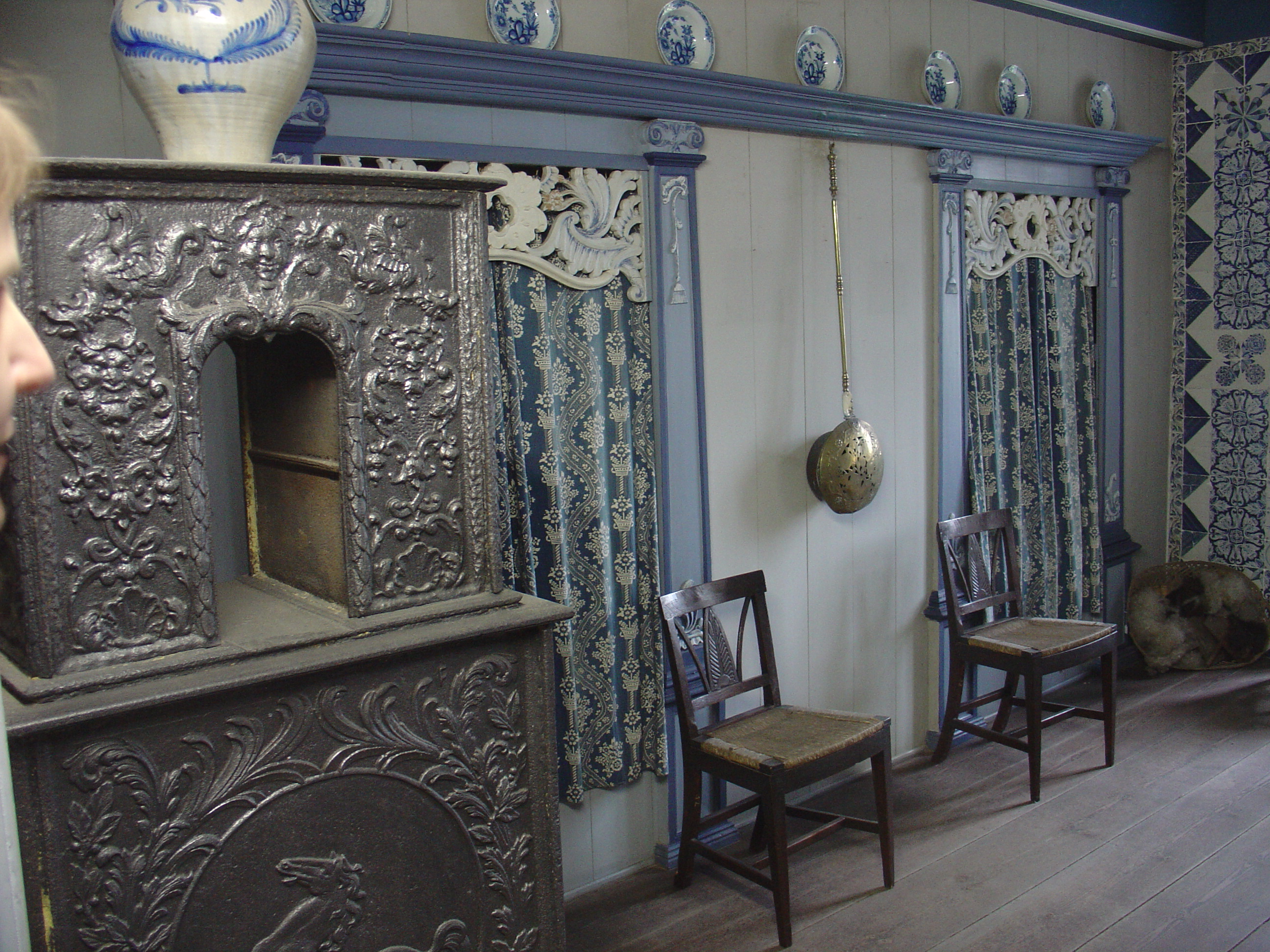